# イニゴ・ビセンテ
イニゴ・ビセンテ・エロルドゥイ（Iñigo Vicente Elorduy、1998年1月6日）は、スペイン・バスク州デリオ出身のサッカー選手。ラシン・サンタンデール所属。ポジションはフォワード。

## クラブ経歴
バスク州ビスカヤ県のデリオに生まれ、2008年にアスレティック・ビルバオのカンテラでサッカーを始めた。2015-16シーズンにはCチーム、2016-17シーズンにはBチームデビューを果たし、2019-20シーズンには経験を掴むためにセグンダ・ディビシオンのCDミランデスへとレンタル移籍をした。
レンタルバック後の2020年10月1日、ラ・リーガのカディスCF戦でトップチームデビューを飾った。
2021年7月1日、トップチームでの出番が得られなかったため、再度CDミランデスへレンタル移籍をした。
7月14日にクラブとの契約を解除し、ラシン・サンタンデールと契約を結んだ。